# Stars & Stripes
Stars & Stripes è l'ottavo album in studio del cantautore statunitense Aaron Tippin, pubblicato il 10 settembre 2002.
Da qui sono stati estratti i singoli Where the Stars and Stripes and the Eagle Fly, I'll Take Love Over Money, If Her Lovin' Don't Kill Me (che hanno anticipato l'uscita dell'album) e Love Like There's No Tomorrow.

## Tracce
1. Where the Stars and Stripes and the Eagle Fly – 3:48
2. I'll Take Love over Money – 3:35
3. I Believed – 4:13
4. Honky Tonk If You Love Country – 3:19
5. If Her Lovin' Don't Kill Me – 3:04
6. Love Like There's No Tomorrow (featuring Thea Tippin) – 3:43
7. At the End of the Day – 3:19
8. We Can't Get Any Higher Than This – 2:38
9. Five Gallon Tear – 4:29
10. This Old Couch – 3:28
11. Love Me Back – 3:25